# Passavant

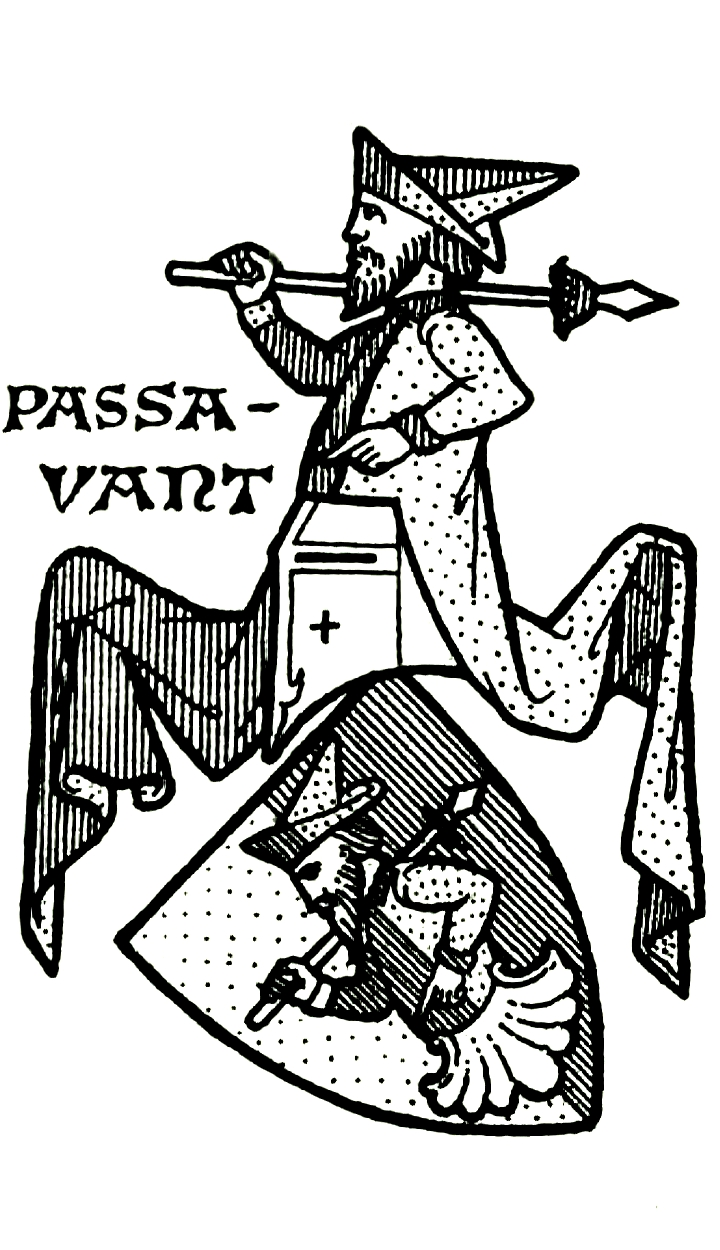
Stammwappen derer Passavant

Passavant ist der Name einer Familie von hugenottischen Flüchtlingen, die sich im 16. Jahrhundert unter anderem in Basel, Genf und im 17. in Frankfurt am Main niederließen und dort oftmals sehr erfolgreich wurden. Stammsitz der Familie de Passavant war die Burg Passavant in dem Dorf Passavant-la-Rochère (Département Haute-Saône).

## Geschichte
1594 verließ Nicolas de Passavant (1559–1633), mit dem auch die Stammreihe beginnt, aus religiösen Gründen seine Heimatstadt Luxeuil in Burgund und ließ sich in Basel nieder. Um erwerbswirtschaftlich tätig sein zu können, legte er seinen Adelstitel ab, gründete ein Handelsgeschäft und erwarb am 15. März 1596 das Bürgerrecht.
- Nicolas Passavant, alias Niclaus Pasewandt (1559–1633), Barchentweber; verheiratet mit Nicola de Marteleur († 1607)
  - Sohn Claudius Passavant (1593–1653), Posamentierer; verheiratet mit Anna Frey (1619–1657)
    - Rudolf Emanuel Passavant (1641–1718), Begründer der Frankfurter Linie
    - Claudius Passavant (1650–1716), Wundarzt, Stadtarzt in Basel
    - Hans Ulrich Passavant (1652–1709), begründet die Basler Linie, sein Enkel ist Hans Franz Passavant (1751–1834), Bankier

## Frankfurter Linie (Auswahl)

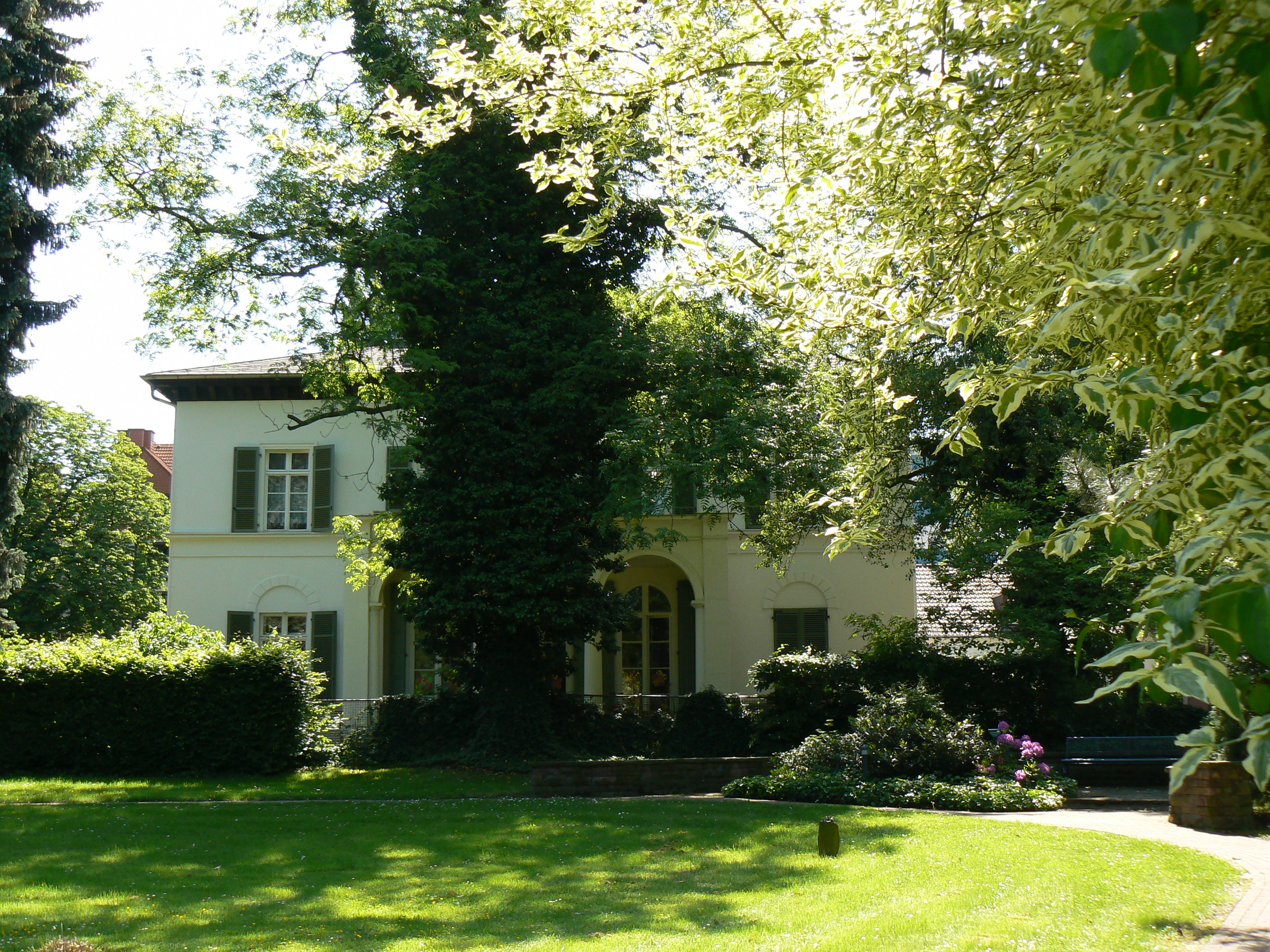
Landhaus Passavant in Bockenheim

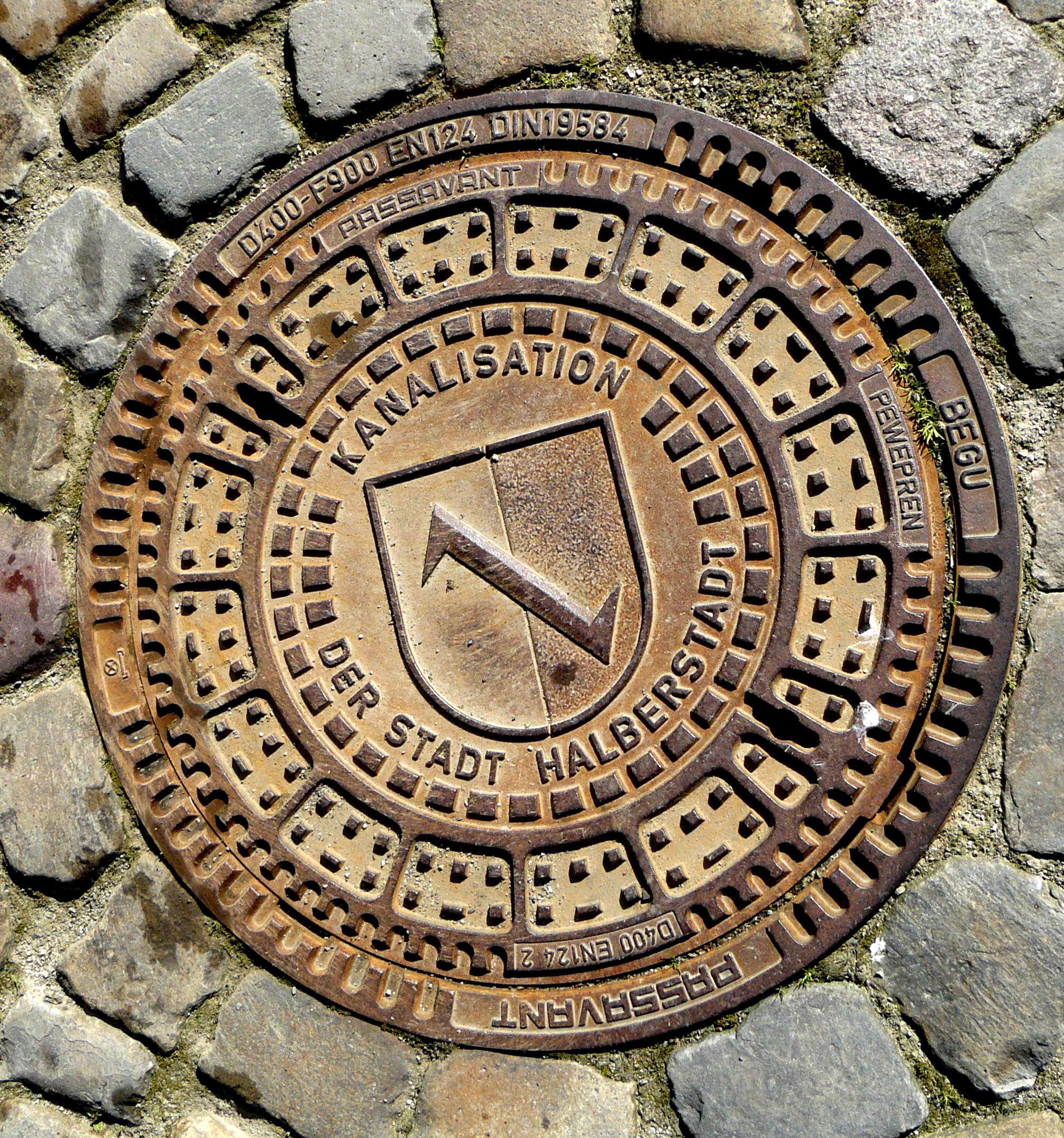
Kanaldeckel der Firma Passavant

Begründer der Frankfurter Linie war Rudolf Emanuel Passavant (1641–1718) aus Basel, der sich 1682 in Frankfurt ansiedelte und 1686 das Bürgerrecht erwarb.
- Adolph Samuel Passavant (1841–1926), deutscher Architekt und Unternehmer, Gründer der Passavant-Werke in Aarbergen-Michelbach. Er war unter anderem am Umbau und der Renovierung der deutsch-reformierten Kirche am Großen Kornmarkt in Frankfurt beteiligt.
  - Sohn Wilhelm Passavant schuf aus den Passavant-Werken einen Konzern. In vielen Städten finden sich noch Abschluss-Gullys mit dem Herstellernamen Passavant.
    - Enkel Udo Passavant verkaufte den Konzern an die ACO Gruppe und an Bilfinger & Berger. Er war Präsident der IHK Wiesbaden.
- ein Nachkomme, Philipp Jakob Passavant (1748–1821), änderte 1804 den bisherigen Geschäftsbetrieb Textilmanufaktur mit Niederlassungen in Manchester und Bradford in einen Eisenhandel und nahm seinen Schwager de Bary in das Unternehmen auf. Das Unternehmen wurde von seinem Sohn Jakob Passavant weiterbetrieben. 1931 fusionierten die Philipp Passavant & Sohn mit der J. A. Zickwolf. Dieses Unternehmen ist heute eine Tochtergesellschaft der Carl Spaeter Gruppe Duisburg.
- Jakob Ludwig Passavant (1751–1827), Pfarrer der deutsch-reformierten Gemeinde in Frankfurt am Main, Reisebegleiter auf Goethes erster Reise durch die Schweiz vom 9. bis 26. Juni 1775 während seiner Zeit als Hilfsprediger bei Johann Caspar Lavater in Zürich. Sein Sohn Philipp Jacob Passavant-Herri war Kaufmann.
- Johann David Passavant (1787–1861), deutscher Kunsthistoriker
- Johann Karl Passavant (1790–1857), Arzt und Schriftsteller, Mitbegründer des Physikalischen Vereins, Freund von Freiherr Melchior von Diepenbrock, der ab 1845 Fürstbischof von Breslau war.
- Emma Louise Maria Passavant (* 1852, † 11. November 1922 Johannisberg (Rheingau)), heiratete am 22. November 1871 Peter Arnold Gottlieb Hermann Mumm von Schwarzenstein (1842–1904), den Champagnerkönig des Deutschen Reiches. Emma Mumm wurde die Königin von Frankfurt genannt. Sie war Mäzenin und Ehrenbürgerin von Johannisberg im Rheingau.
- Friedrich Ernst Passavant (1824–1909), Frankfurter Stadtrat
- Hermann Passavant (1864–1940), deutscher Elektroingenieur
- Philipp Gustav Passavant (1815–1893), deutscher Arzt und Geheimer Sanitätsrat
- Gebrüder Passavant, wurde zu einer bedeutenden Seiden-/Textilgroßhandlung in der freien Reichsstadt Frankfurt am Main, 1821 liquidiert.
- Philipp Passavant & Sohn, wurde 1804 als Eisengroßhandel gegründet.

## Basler Linie (Auswahl)
- Nicolas Passavant (1559–1633), Mitbegründer der Seidenindustrie in Basel
- Hans Franz Passavant (1751–1834), Bankier; verheiratet mit Marie-Jeanne Martin (* 1761 in Genf, † 1803), Gründer des Bankhauses Passavant & Cie.; Bankgeschäfte, 1800–1923. Zuletzt war das Bankhaus Mitbegründer des Schweizerischen Bankvereins Basel und ging in ihr auf. Firmiert heute als UBS und gilt als weltgrößter Vermögensverwalter.
  - Tochter Marg. Elisabeth Passavant (1783–1859), heiratet 1801 Emanuel Faesch (1772–1827), Kaufmann, das Ehepaar lässt sich in Genf nieder. Familie Faesch gehörten über 100 Jahre bedeutende Plantagen auf Surinam mit Sklavenhaltung.
  - Sohn Emanuel Passavant (1785–1842) Bankier; verheiratet mit Henriette  El. Streckeisen (1795–1860)
    - Enkel Emanuel Passavant (1817–1879); verheiratet mit Adèle Bachofen (1823–1883)
      - Urenkel Emanuel Passavant (1843–1922); verheiratet mit Emilie Allemandi (1851–1933)
      - Urenkel Dr. Carl Passavant (1854–1887); Weltreisender
      - Urenkel Georges Passavant (1862–1952); Strafrichter, Weltreisender, Bankier, Oberst
      - Urenkel Hans Franz Passavant (1845–1909); 1874 Heirat mit Anna Margarete Iselin, Gründer der Allschwiler Ziegelfabrik Passavant-Iselin & Cie. (PIC), der bis 1976 größten Backstein und Ziegelei der Schweiz, heute dort Immobilienbebauung.

  - Sohn Theophil Passavant (1787–1864); Theologe; gründete 1830/31 den Verein für Sonntagssäle Basel, eine Art CVJM für Basel
  - Tochter Valerie Passavant (1797–1839); verheiratet mit Peter Vischer-Passavant (1779–1851), Kunstsammler, der das familieneigene Schloss und das Schlossgut Wildenstein weiter renoviert. Seit 1995 ist Wildenstein Eigentum des Kantons Basel-Landschaft.

## Amerikanische Linie (Auswahl)
- Philipp Ludwig Passavant (* 2. Juni 1777 in Frankfurt am Main; † 15. April 1858 in Zelienople, Pennsylvania) war der Begründer der Amerikanischen Linie. Er heiratete am 19. Juni 1807 Fredericke Wilhelmina Zélie Basse (1786–1871), Tochter des berühmten Diplomaten und Kaufmanns Detmar Basse. Das Ehepaar hatte in den USA nachfolgende Kinder:
  - Emma Passavant (1811–1888)
  - Philipp Dettmar Passavant (1813–1838)
  - Charles Sydney Passavant (1816–1894)
  - Virginia Passavant (* 1819)
  - William Alfred Passavant (* 9. Oktober 1821 in Butler County, Pennsylvania; † 3. Juni 1894), lutherischer Pastor, Missionar, Schriftsteller, Gründer zahlreicher Kranken- und Waisenhäuser sowie Schulen.

## Wappen
Das Stammwappen zeigt in von Gold und Rot gespaltenem Schild aus grünem Dreiberg rechtshin wachsend einen Mann in Wams und spitzem Stulphut verwechselter Farbe, über die Schulter einen mit der Spitze abwärts gekehrten silbernen Läuferstab mit roter Quaste haltend, die linke eingestemmt. Auf dem Helm mit rot-goldenen Helmdecken der Schnellläufer wachsend.
Der Wappenspruch lautet Passe avant le meilleur!, was frei übersetzt besagt, dass dem Besseren die Zukunft gehört. Viele Namensträger erfüllten dann auch den Anspruch durch Leistung voranzustreben, so wie der Spießträger in ihrem Wappenschild. Weitaus profaner ist die Bedeutung von passe-avant als sog. Freipass, genauer Fahrzeugausweis, um erlaubte Waren von einem Ort zum anderen zu transportieren.